# برهان سارجين
برهان سارجين (بالتركية: Burhan Sargın)‏ هو لاعب كرة قدم تركي دولي سابق كان يلعب كمهاجم. سبق له أن لعب في كأس العالم لكرة القدم مع منتخب بلاده.

## روابط خارجية
- برهان سارجين على موقع الاتحاد الدولي (مؤرشف)  (الإنجليزية)
- برهان سارجين على موقع اتحاد تركيا (لاعب) (الإنجليزية)
- برهان سارجين على موقع قاعدة بيانات كرة القدم.إي يو (الإنجليزية)
- برهان سارجين على موقع ناشيونال فوتبول تيمز (الإنجليزية)
- برهان سارجين على موقع Soccerway.com (الإنجليزية)
- برهان سارجين على موقع عالم كرة القدم.نت (الإنجليزية)